# Savennières
Savennières es una localidad francesa comprendida en el departamento de Maine-et-Loire situada en la región del País del Loira.

## Geografía
Savennières y el burgo de Epiré se hallan a unos quince kilómetros al oeste de Angers.
Cerca de la desembocadura del Maine, hacia el Loira empiezan, en Epiré, los viñedos de Savennières:
- paisajes típicos con sus molinos
- laderas con los viñedos de Savennières
- campos a orillas del Loira por donde pasan, todavía, algunas gabarras

## Historia
Fue el lugar donde se desarrolló la Batalla de la Roche-aux-Moines, en la que el futuro Luis VIII de Francia, llamado Luis el León, derrotó a Juan sin Tierra en 1214.

## Demografía
| 1087 | 1031 | 1045 | 1101 | 1164 | 1157 |
| Para los censos de 1962 a 1999 la población legal corresponde a la población sin duplicidades (Fuente: INSEE [Consultar]) |      |      |      |      |      |

## Lugares y monumentos
- Senderismo
- Orillas del Guillemette
- Iglesia de Saint-Pierre
- Telas pintadas de la casa parroquial
- Castaños de indias centenarios
- Parque del Fresne

## Manifestaciones
- Fiesta del Goût y del Patrimonio (mes de mayo)
- Festival Literario de Savennières – Terres à Vins Terres a Livres (primer fin de semana de octubre)

## Ciudades hermanadas
- Villadiego, España

- Datos: Q387232
- Multimedia: Savennières / Q387232

1. ↑  Worldpostalcodes.org, código postal n.º 49170.
2. ↑  INSEE, Datos de población para el año 2012 de Savennières (en francés).